# Tarjeta perforada

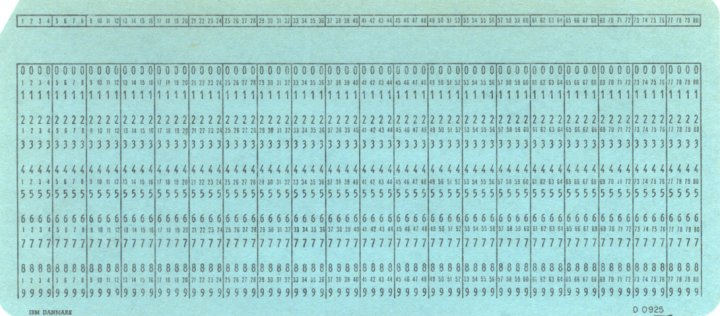
Una tarjeta perforada típica para guardar datos, en blanco

La tarjeta perforada o simplemente tarjeta es una lámina hecha de cartulina que contiene información en forma de perforaciones según un código binario. Estos fueron los primeros medios utilizados para ingresar información e instrucciones a una computadora en los años 1960 y 1970. Las tarjetas perforadas fueron usadas con anterioridad por Joseph Marie Jacquard en los telares de su invención, de donde pasó a las primeras computadoras electrónicas. Con la misma lógica se utilizaron las cintas perforadas.
Actualmente las tarjetas perforadas han sido reemplazadas por medios magnéticos y ópticos de ingreso de información. Sin embargo, muchos de los dispositivos de almacenamiento ópticos, como por ejemplo el CD-ROM, también se basan en un método similar al usado por las tarjetas perforadas, aunque por supuesto los tamaños, velocidades de acceso y capacidad de los medios actuales no admiten comparación con los antiguos medios.

## Historia

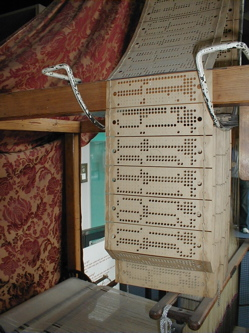
Tarjetas perforadas en un Telar de Jacquard

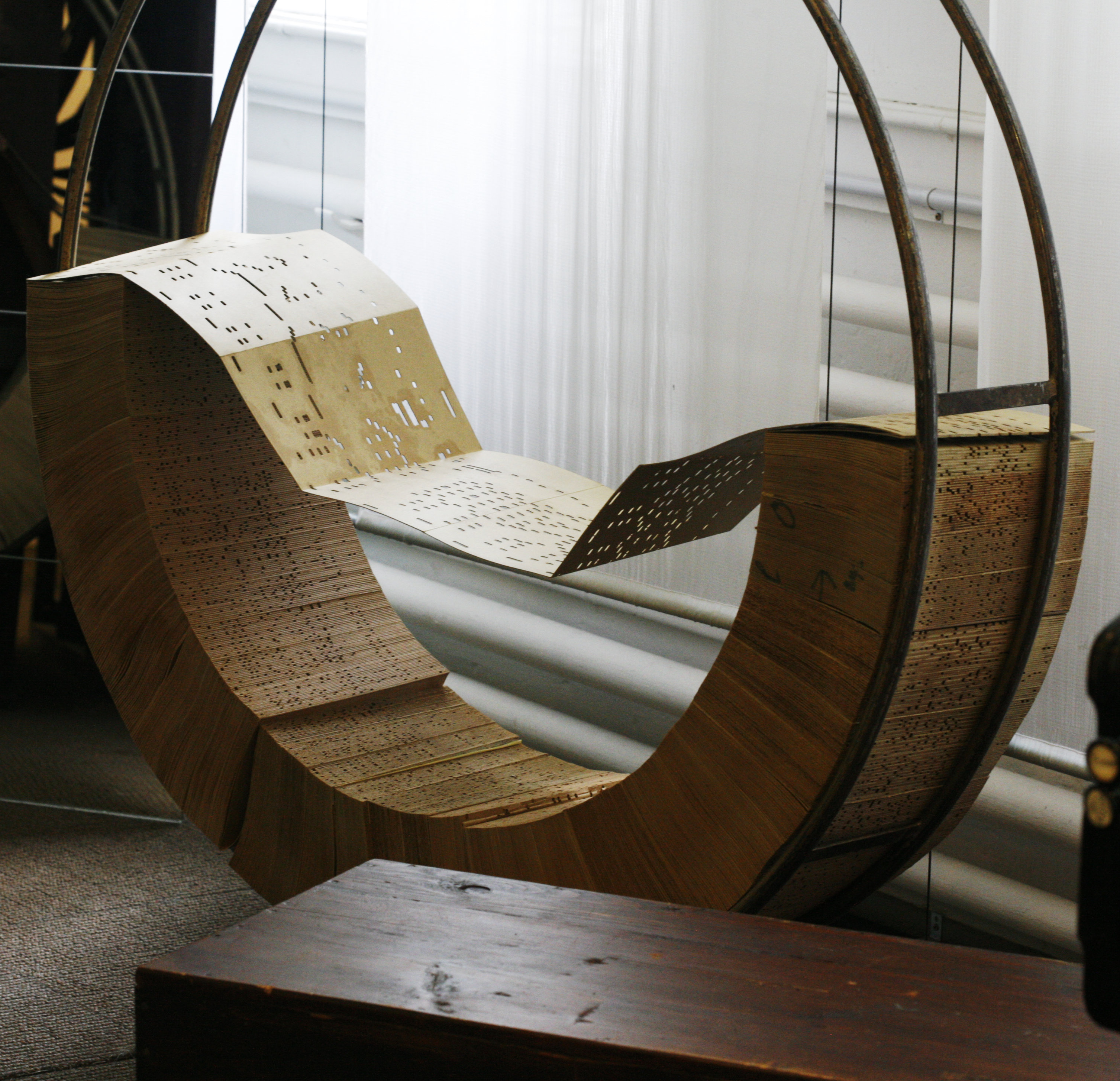
Tarjetas perforadas de un gran órgano de danza

En 1725, un francés hijo de un fabricante de órganos, Basile Bouchon, adapta el concepto de los mecanismos de relojería utilizados en las cajas de música a la tarea repetitiva de un telar operado a través de una cinta perforada. Este invento será perfeccionado el 1728 por su asistente, Jean-Baptiste Falcon, que utilizará una serie de tarjetas perforadas ligadas entre ellas. En 1745 el ingeniero francés e inventor de autómatas mecánicos, Jacques de Vaucanson, aplica sus conocimientos y crea el primer telar automático. Sobre la base de estos dos inventos, en 1801 Joseph Marie Jacquard crea un famoso telar mecánico de tarjetas perforadas. Estas permitían que hasta los usuarios más inexpertos pudieran elaborar complejos diseños en una tela.
El matemático británico Charles Babbage, conocedor de los trabajos de máquinas calculadoras realizadas por Blaise Pascal y Gottfried Leibniz, intentó entre 1833 y 1842 construir una máquina que fuese programable para hacer cualquier tipo de cálculo, no solo los referentes al cálculo de tablas logarítmicas o funciones polinómicas. Esta fue la máquina analítica. Su proyecto incluía dispositivos de entrada basados en las tarjetas perforadas del telar Jacquard, un procesador aritmético, que calculaba números, una unidad de control que determinaba qué tarea debía ser realizada, un mecanismo de salida y una memoria donde los números podían ser almacenados hasta ser procesados. En 1842 el ingeniero, matemático italiano Luigi Federico Menabrea escribe Nociones sobre la máquina analítica de Charles Babbage, texto inicialmente publicado en francés. Ada Lovelace, matemática y escritora británica, hija de Lord Byron, se enteró de los esfuerzos de Babbage y se interesó en su máquina. Lee y traduce al inglés el artículo de Menabrea, y en septiembre de 1843 Lovelace publica en la revista Scientific Memoirs, con el título de "Sketch of the analytical engine invented by Charles Babbage" su propio estudio sobre la máquina analítica, con la traducción como anexo. En uno de los apartados, describe con detalle las operaciones mediante las cuales las tarjetas perforadas "tejerían" una secuencia de números en la máquina analítica. Este código está considerado como el primer algoritmo específicamente diseñado para ser ejecutado por un ordenador, aunque nunca fue probado, ya que la máquina nunca llegó a construirse.
Herman Hollerith desarrolló la tecnología de procesamiento de tarjetas perforadas de datos para el censo de los Estados Unidos de América de 1890 y fundó la compañía Tabulating Machine Company (1895) la cual fue una de las tres compañías que se unieron para formar la Computing Tabulating Recording Corporation (CTR), luego renombrada IBM. IBM manufacturó y comercializó una variedad de unidades máquinas de registro para crear, ordenar, y tabular tarjetas perforadas, aun luego de expandirse en las computadoras sobre el final de la década del 50. IBM desarrolló la tecnología de la tarjeta perforada como una herramienta poderosa para el procesamiento de datos empresariales y produjo una línea extensiva de unidades máquinas de registro de propósito general. Para el año 1950, las tarjetas IBM y las unidades máquinas de registro IBM se habían vuelto indispensables en la industria y el gobierno. Do not fold, spindle or mutilate (No doblar, enrollar o mutilar) es una versión generalizada de la advertencia que aparecía en algunas tarjetas perforadas, que se convirtió en un lema en la era de la pos-Segunda Guerra Mundial (aunque mucha gente no tenía idea de lo que significaba spindle).
Desde 1905 hasta 1955, las tarjetas perforadas fueron el primer medio para el ingreso y almacenamiento de datos, y el procesamiento en computación institucional y según los archivos de IBM: «Por 1937 […] IBM tenía 32 prensas trabajando en Endicott, N. Y., imprimiendo, cortando y apilando de 5 a 10 millones de tarjetas perforadas cada día». Las tarjetas perforadas eran usadas incluso como billetes legales, así como cheques y bonos de ahorro del gobierno de los Estados Unidos de América. Durante la década del 60, las tarjetas perforadas fueron gradualmente reemplazadas como primera medida por almacenamiento de datos en cintas magnéticas, mientras computadoras mejores y más capaces se hicieron disponibles. Las tarjetas perforadas fueron todavía comúnmente usadas para ingreso de datos y programación hasta mediados de la década de 1970, cuando la combinación de almacenamiento de discos magnéticos de más bajo costo y terminales interactivas asequibles sobre minicomputadoras más baratas, hicieron obsoletas a las tarjetas perforadas también para este rol. Sin embargo, su influencia vive a través de muchas convenciones de estándares y formatos de archivos. Las terminales que reemplazaron a las tarjetas perforadas, por ejemplo la IBM 3270, mostraba 80 columnas de texto en modo texto, para compatibilidad con el software existente. Algunos programas todavía operan con la convención de 80 columnas de texto, aunque cada vez menos, mientras que sistemas más nuevos emplean una interfaz gráfica de usuario con tipos de fuentes de ancho variable.
Hoy en día, las tarjetas perforadas son mayormente obsoletas y reemplazadas por otros métodos de almacenamiento, excepto por aplicaciones especializadas.

## Formatos de tarjetas
En las primeras aplicaciones de las tarjetas perforadas, todas usaban disposiciones específicamente diseñadas y al principio se desconocía cuál era su utilidad. No fue sino hasta alrededor de 1928 que las tarjetas perforadas y las máquinas se realizaron "de propósito general". Los bits rectangulares, circulares u ovalados de papel, se denominaban chad (recientemente, chads) o chips (en la jerga IBM). Los datos multicarácter, tales como palabras o números grandes, se conservaban en columnas adyacentes de la tarjeta, conocidas como campos. Al grupo de tarjetas se le llamaba mazo. Una de las esquinas superiores de la tarjeta aparecía normalmente cortada, de manera que aquellas tarjetas que no estuvieran orientadas correctamente, o las que tuvieran diferentes cortes de esquina, pudieran ser fácilmente identificadas. Las tarjetas comúnmente se imprimían, para que la posición de la fila y columna de una perforación pudiera ser identificada. Para algunas aplicaciones, la impresión podía incluir campos, nombrados y marcados con líneas verticales, logotipos y otros procedimientos.

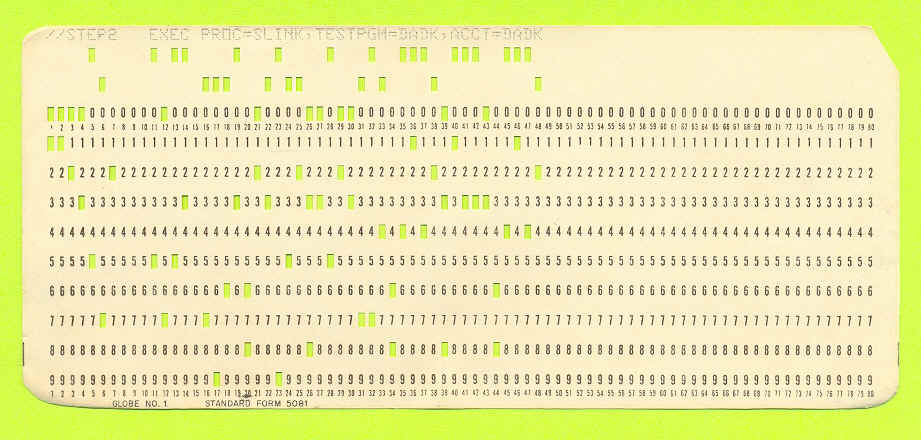
Tarjeta estándar 5081 de un fabricante no-IBM

Una de las tarjetas perforadas más comúnmente impresas fue la IBM 5081. Es más, era tan común que otros vendedores de tarjetas usaban el mismo número (ver imagen a la derecha) y hasta los usuarios conocían ese número.

### Formatos de tarjetas perforadas de Hollerith en 1887
La tarjeta perforada patentada por Herman Hollerith el 8 de junio de 1887 y usada en las máquinas tabuladoras mecánicas en el censo de 1890 de Estados Unidos de América, era un trozo de cartulina de alrededor de 90 mm por 215 mm, con orificios redondos y 20 columnas. Esta tarjeta puede ser vista en el sitio de Historia de la Computación de la Universidad de Columbia.
Esta tarjeta tenía el mismo tamaño que un dólar estadounidense en aquella época. Las razones sugeridas para hacerla de este tamaño eran las siguientes:
- Hollerith sintió que la gente las trataría con respeto si las hacía de ese tamaño.
- Las cajas de este tamaño ya estaban disponibles a precios baratos, diseñadas para los bancos para guardar el dinero.
- El equipamiento para manejar estos tamaños de papel estaban disponibles para la Oficina del Censo de los Estados Unidos como préstamo del Departamento del Tesoro de los Estados Unidos.

Pero no hay evidencia real que pruebe que alguna de estas sugerencias sea correcta.
Las tarjetas perforadas de 45 columnas de Hollerith están ilustradas en The application of the Hollerith Tabulating Machine to Brown's Tables of the Moon de Comrie.

### Tarjeta perforada de 90 caracteres de UNIVAC

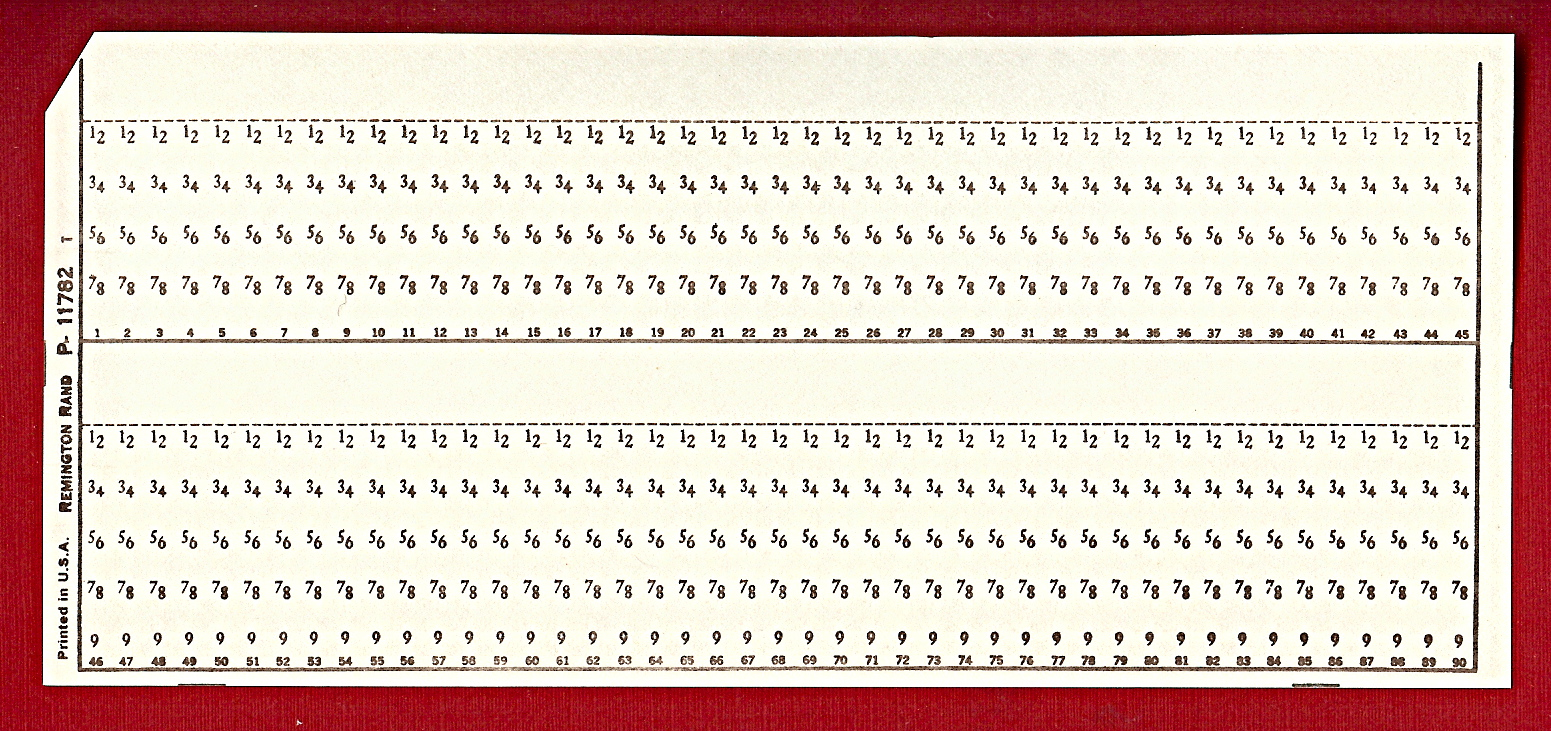
Formato en blanco de una tarjeta Remington-Rand UNIVAC. Tarjeta cortesía del MIT Museum.

El formato de la tarjeta perforada de Remington-Rand UNIVAC tenía 45 columnas y hoyos redondos, con dos juegos de 6 lugares para perforar en cada una. Las filas de cada juego se rotulaban como 0, 1/2, 3/4, 5/6, 7/8 y 9.

### Tarjeta perforada de formato de 80 columnas de IBM

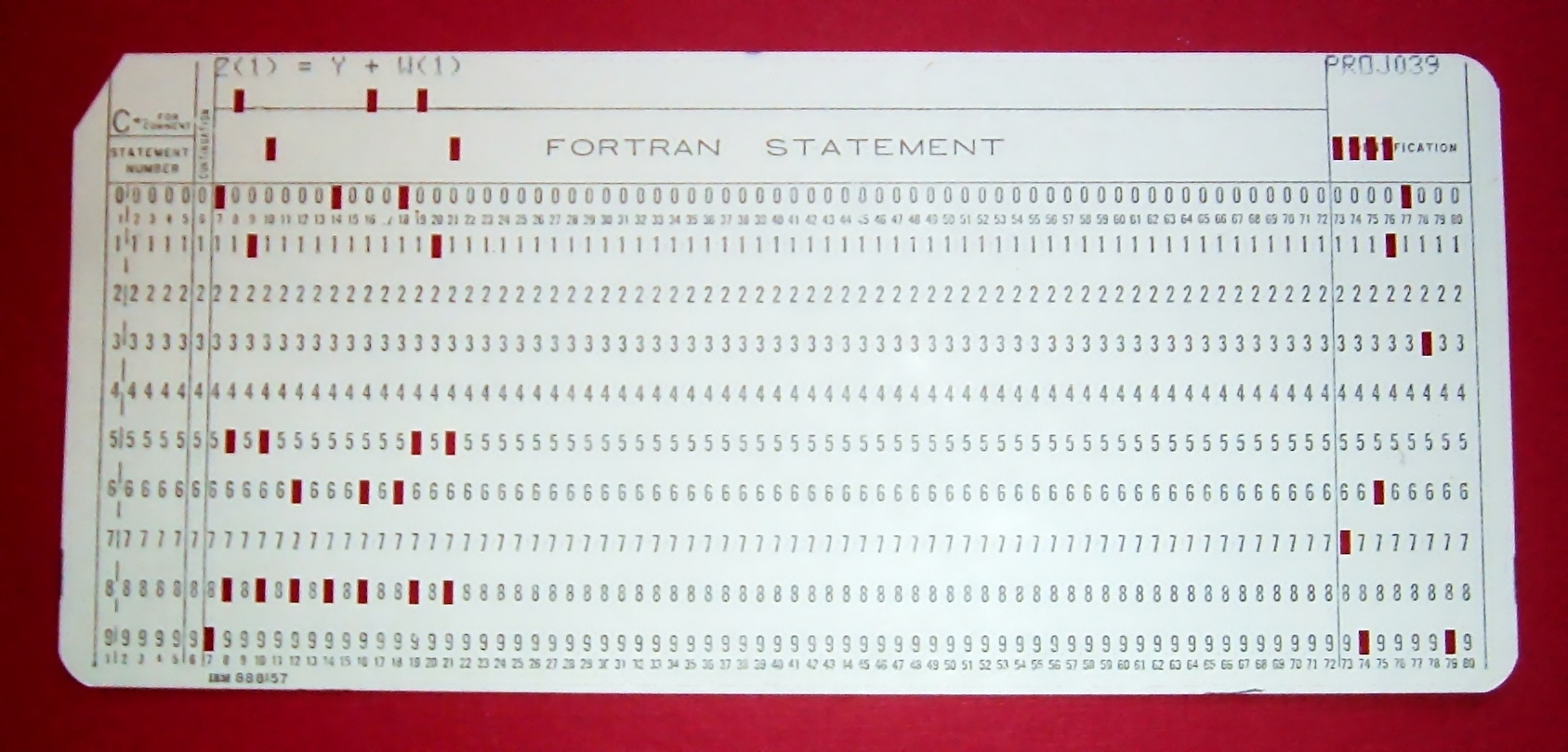
Tarjeta de un programa en Fortran:

Este formato de tarjeta de IBM, diseñado en 1928, tenía hoyos rectangulares, 80 columnas con 12 lugares de perforación cada una, y un carácter para cada columna. El tamaño de la tarjeta era de exactamente 187,325 mm por 82,55 mm. Las tarjetas eran hechas de material liso, de 0,179 mm de espesor. Hay alrededor de 143 tarjetas por cada pulgada de espesor. En 1964, IBM cambió de esquinas cuadradas a redondeadas.
Las 10 posiciones inferiores representaban (de arriba abajo) los dígitos del 0 al 9. Las dos posiciones superiores de una columna eran llamadas perforación de zona 12 (superior), y perforación de zona 11. Originalmente, solo se codificaba información numérica, con una perforación por columna, indicando el dígito. Podían ser agregados signos a un campo sobreperforando el bit menos significativo con una perforación de zona: 12 para suma y 11 para resta. Las perforaciones de zona también tenían otros usos en el procesamiento, como indicar un registro maestro.
Más tarde fueron introducidos códigos para letras mayúsculas y caracteres especiales. Una columna con dos perforaciones (zona [12,11,0] + dígito [1-9]) era una letra; 3 perforaciones (zona [12,11,0] + dígito [2-4] + 8) era un carácter especial. La introducción del EBCDIC en 1964 permitió columnas con hasta 6 perforaciones (zonas [12,11,0,8,9] + dígito [1-7]). IBM y otros fabricantes usaron codificaciones muy diferentes para caracteres de tarjetas de 80 columnas.

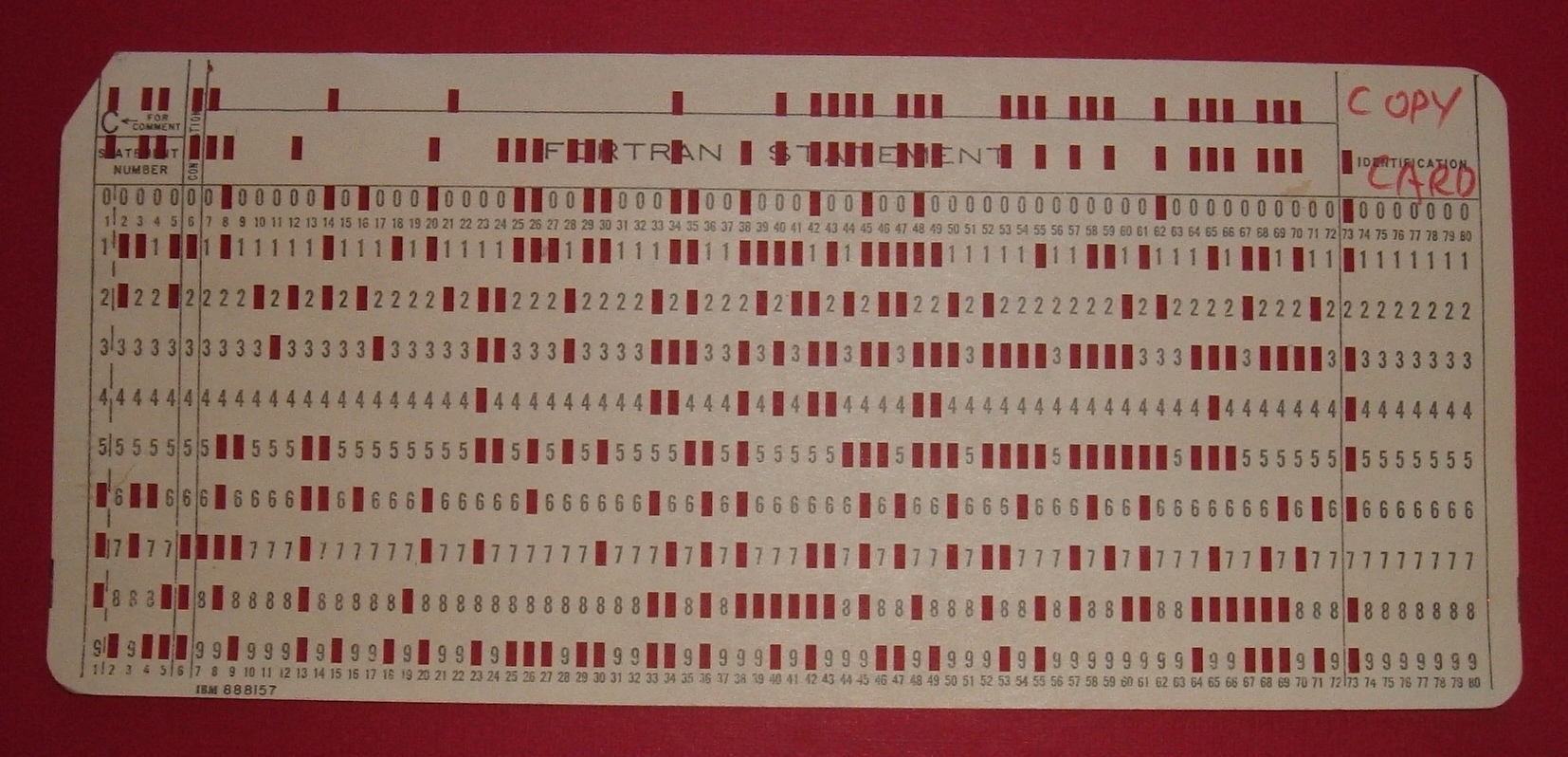
Tarjeta perforada binaria

Para algunas aplicaciones de computadora, se empleaban formatos de números binarios, donde cada hoyo representaba un único dígito binario (bit), cada columna (o fila) era tratada como un campo de un bit simple, y cualquier combinación de hoyos estaba permitida. Por ejemplo, las computadoras científicas de la serie 704/709/7090/7094 de IBM, trataban cada fila como dos palabras de 36 bit, usualmente en columnas de 1-72, ignorando las últimas 8 columnas (las 72 columnas eran seleccionadas usando un panel de control). Otras computadoras, como la IBM 1130 o la System/360, usaban todas las columnas. Para la diversión del operador o un visitante, en modo binario, las tarjetas podían ser perforadas en todas sus posiciones perforables posibles a la vez, estas se denominaban tarjetas de encaje.
El formato de tarjeta de 80 columnas dominó la industria, haciéndose conocidas solo bajo el nombre de tarjetas IBM, tanto que hasta otras industrias debieron hacer tarjetas y equipamiento para procesarlas.

### Tarjetasmark sense
Las tarjetas mark sense (electrográficas), desarrolladas por Reynold B. Johnson en IBM, tenían óvalos impresos que podían ser marcados con un lápiz electrográfico especial. Las tarjetas podían ser perforadas típicamente con alguna información inicial, como el nombre y lugar de un objeto de inventario. La información a ser adherida, como la cantidad de unidades del objeto en existencia, podía ser marcada en los óvalos. Las perforaciones de tarjetas con una opción para detectar tarjetas mark sense podían entonces perforar la información correspondiente en la tarjeta.

### Tarjetas de apertura

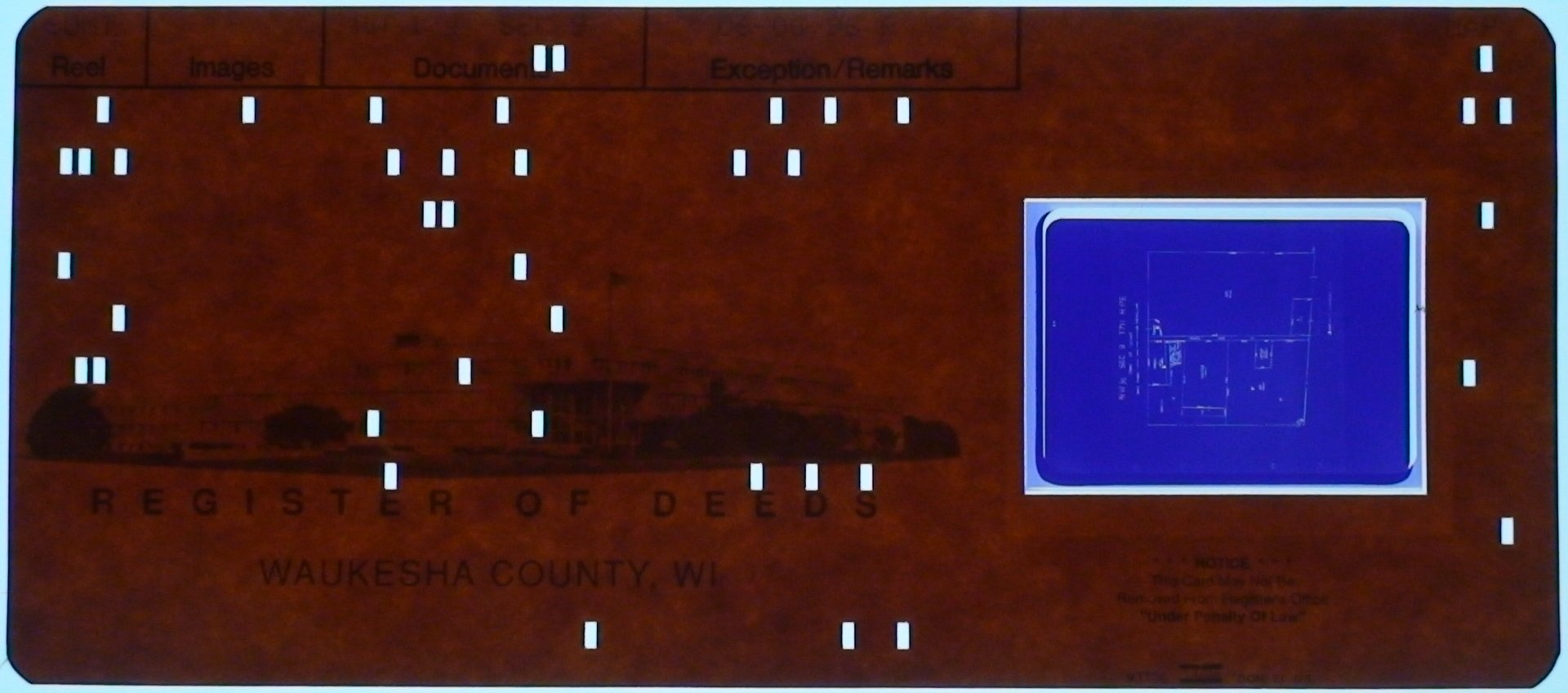
Tarjeta de apertura (detalles suprimidos)

Las tarjetas de apertura tienen un hoyo rebanado en el lado derecho de tarjeta perforada. Un trozo de micropelícula de 35 mm que contiene una imagen de microforma es montado en el hoyo. Las tarjetas de apertura son usadas para diagramas de ingeniería de cualquier disciplina de la ingeniería. La información sobre el diagrama, por ejemplo, el número de dibujo, típicamente es perforado e impreso en el resto de la tarjeta. Las tarjetas de apertura tienen algunas ventajas sobre los sistemas digitales para archivar información.

### Tarjeta perforada IBM de 51 columnas
Este formato de tarjeta perforada IBM fue una tarjeta de 80 columnas acortada. El acortamiento a veces se realizaba cortando y quitando, en el momento de la perforación, un trozo de una tarjeta de 80 columnas. Estas tarjetas fueron usadas en algunas aplicaciones de venta minorista e inventarios.

## Perforadora portátil de IBM

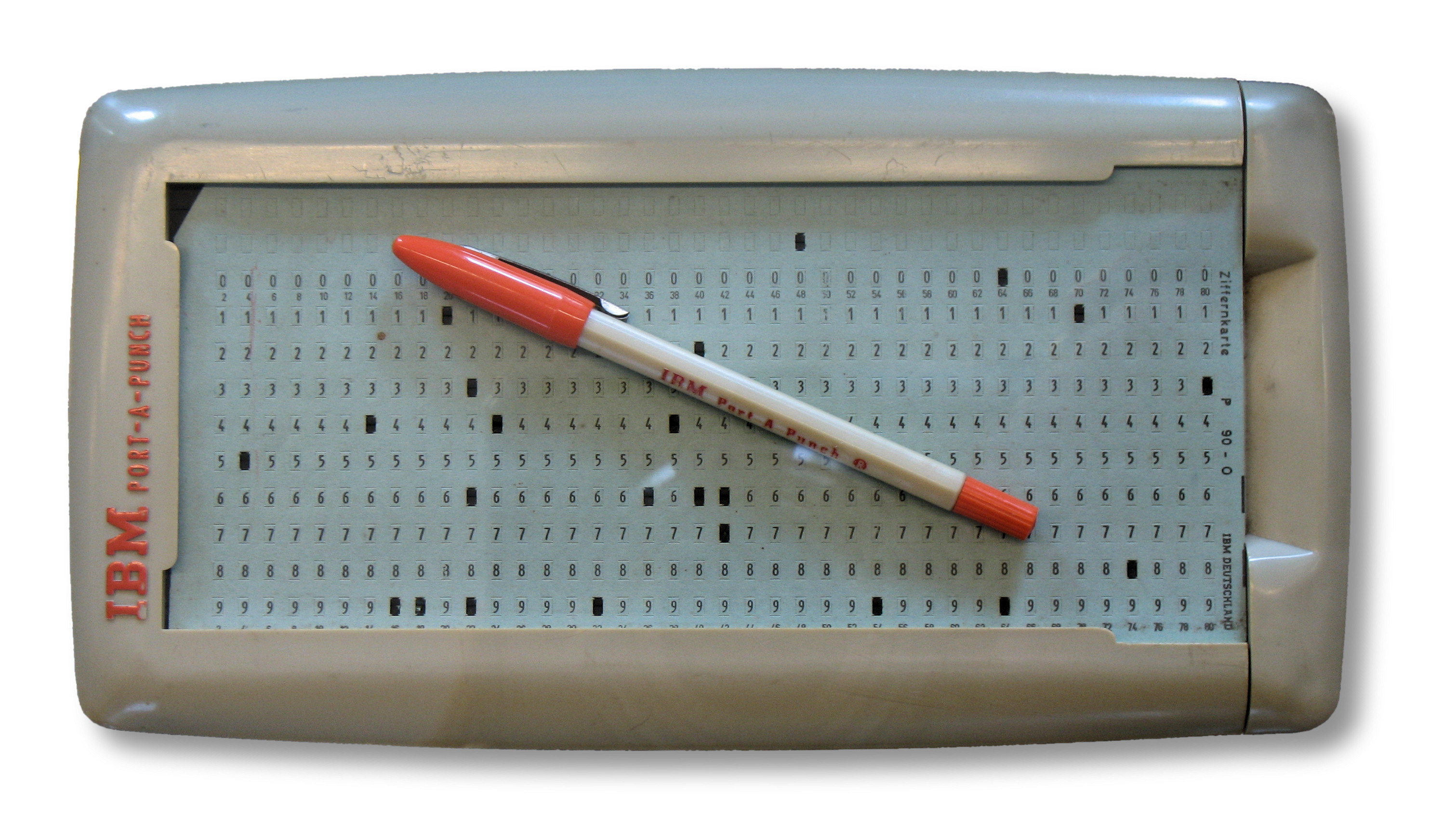
Perforadora portátil de IBM (port-a-punch)

Según los archivos de IBM, «la División de Suministros de IBM introdujo la perforadora portátil (Port-A-Punch) en 1958 como un rápido y preciso medio para perforar hoyos en tarjetas IBM especialmente calificadas. Diseñada para llevar en un bolsillo, la perforadora portátil hizo posible crear documentos de tarjetas perforadas en cualquier lugar». El producto fue concebido para operaciones de registro "en el foco" —tales como inventarios físicos, boletas de trabajo y encuestas estadísticas—, ya que eliminaba la necesidad de escrituras previas o escritura de documentos fuente. Desafortunadamente, los hoyos resultantes quedaban "peludos" y algunas veces causaban problemas con el equipo utilizado para leer las tarjetas.